# Adrian Najuch
Adrian Najuch (ur. 21 lutego 1993 w Mielcu) – polski piłkarz ręczny grający na pozycji lewego skrzydłowego.
Jest wychowankiem SPR Stali Mielec. Grał w jej drużynach juniorskich i był wówczas powoływany do reprezentacji juniorskich. Sporadycznie występował w drużynie seniorów tego klubu z numerem 6 na koszulce i brał udział w rozgrywkach Superligi, wraz z tą drużyną zdobył brązowy medal Mistrzostw Polski w sezonie 2011/12. Przed sezonem 2012/13 przeniósł się do drugoligowego MOSiR-u Arcom Bochnia, gdzie grał do połowy sezonu 2016/2017. W trakcie sezonu przeniósł się do drużyny CMC Viret Zawiercie.